# Malene Degn
Malene Fredlund Degn (* 2. Dezember 1996 in Virum) ist eine dänische Mountainbikerin.

## Sportlicher Werdegang
Degn fing im Alter von neun Jahren mit Mountainbiken an, weil sie es „cool“ fand, wenn ihr Vater von seinen Ausfahrten dreckbespritzt nach Hause kam. 2013 wurde sie dänische Meisterin und Europameisterin im olympischen Cross-Country (XCO) bei den Juniorinnen, außerdem gelang ihr ein Weltcup-Sieg im norwegischen Hafjell. Am Ende des Jahres wurde sie mit dem dänischen Nachwuchs-Sportpreis Årets talent ausgezeichnet. Im Jahr darauf wurde sie ebenfalls in Hafjell Vize-Weltmeisterin, in Albstadt hatte sie einen zweiten Weltcupsieg.
In die U23 aufgerückt, landete sie bei den Mountainbike-Weltmeisterschaften 2015 und 2016 mit dem 4. bzw. 5. Platz nur knapp neben dem Podest. 2017 und 2018 war sie Dänemarks U23-Vertreterin in den Mixed-Staffeln, die bei Welt- und Europameisterschaften mehrere Medaillen gewannen. 2018, ihr letztes Jahr in der U23, war zudem ihr erfolgreichstes im Mountainbike-Weltcup mit einem Sieg in Stellenbosch und fünf weiteren Podiumsplätzen.
Von 2015 bis 2020 landete Degn bei den dänischen XCO-Meisterschaften fünfmal auf dem zweiten Platz hinter Annika Langvad, nur 2019 konnte sie den Bann brechen. In jenem Jahr erzielte sie den fünften Platz im Weltcup-Rennen von Nové Město, das bis einschließlich 2023 ihr bestes Elite-Ergebnis bleiben sollte. Nachdem Langvad Ende 2020 ihre Karriere beendet hatte, erhielt Degn zusammen mit Caroline Bohé einen der dänischen Plätze im olympischen Mountainbikerennen 2021, bei dem sie den 12. Platz belegte. Top-10-Platzierungen bei Mountainbike-Weltmeisterschaften hatte sie 2021 mit dem neunten und 2022 mit dem achten Platz, außerdem war sie Siebte der Mountainbike-Marathon-Weltmeisterschaften 2022. Im UCI-E-Mountainbike-Weltcup erzielte sie 2021 beim Lauf in Girona einen Podiumsplatz.
Im Winter fuhr Degn gelegentlich Cyclocrossrennen und errang dort 2017 und 2018 die dänische Meisterschaft. In diesen Jahren fuhr sie auch die Cyclocross-Weltmeisterschaften in der U23 und wurde 2017 Neunte; 2018 erzielte sie den 16. Rang. Danach konzentrierte sie sich vollends aufs Mountainbiken.

## Erfolge
2013
 Europameisterin – XCO (Junioren)
 Dänische Meisterin – XCO (Junioren)
ein Weltcupsieg (Junioren)
2014
 Weltmeisterschaften – XCO (Junioren)
ein Weltcupsieg (Junioren)
2017
 Dänische Meisterin – Cyclocross
 Weltmeisterschaften – Staffel
 Europameisterschaften – Staffel
2018
 Dänische Meisterin – Cyclocross
 Weltmeisterschaften – Staffel
 Europameisterschaften – Staffel
ein Weltcupsieg (U23)
2019
 Dänische Meisterin – XCO
2023
 Europameisterin – Staffel